# 정기조
정기조(鄭基祖, 1960년 11월 29일 ~ , 경상북도 영천군)은 대한민국의 제4대 대구광역시의원이다.

## 학력
- 1968.3 ~ 1974.02 고경국민학교 졸업
- 1974.03 ~ 1977.02 고경중학교 졸업
- 1977.03 ~ 1980.02 대륜고등학교 졸업
- 1981.03 ~ 1988.02 계명대학교 영어영문학 학사 졸업

### 비학위 수료
- 2006 ~ 2008 경북대학교 경영대학원 경영학 석사 졸업

## 경력
- 대구광역시청 행정사무관
- 밀양 신공항 추진 대구·경북 공동대표
- 대구보건대학교 외래교수
- 통일부장관 위촉 통일교육 위원
- 경북대학교 경영대학원 총회장
- 2003.10 ~ 2005.03 제4대 대구광역시의회 의원
- 2006.10 ~ 범안로 무료화 주민 추진위원장
- 국제로타리 3700지구 한길 로타리클럽 회장

## 수상
- 지방재정유공 행정자치부장관 표창 등 5회 수상

## 역대 선거 결과
|  | 16.60% |

|  | 52.5% |

|  | 41.41% |

|  | 10.13% |

## 참고 자료
- 공식 블로그
- 정기조 - X
- 정기조 - 페이스북